# Masdevallia manarana
Masdevallia manarana är en orkidéart som beskrevs av Germán Carnevali och Ivón Mercedes Ramírez Morillo. Masdevallia manarana ingår i släktet Masdevallia och familjen orkidéer. Inga underarter finns listade i Catalogue of Life.